# HD 171461
HD 171461，又名BD+52 2232，SAO 31032、HR 6974，是一颗恒星，视星等为6.56，位于銀經80.9，銀緯23.94，其B1900.0坐标为赤經18h 29m 54s，赤緯+52° 23.94′ 25″。